# 黑果薄柱草
黑果薄柱草（学名：Nertera nigricarpa），也称黑果深柱夢草，为茜草科薄柱草属下的一个种。台湾特产。生长在中海拔的疏林下或旷地上。